# Чаж
Чаж (тат. Чаж)— река в России, протекает в Удмуртии и Татарстане. Правый приток Ижа. Длина реки 50 км, площадь водосборного бассейна 592 км².

## Течение
Исток на Можгинской возвышенности в лесах в 2 км к северу от деревни Чежебаш Можгинского района Удмуртии. От истока течёт на юго-восток через упомянутую деревню, а также Писеево, Оркино и Нижний Сырьез. Далее в Агрызском районе Татарстана течёт на северо-восток вдоль населённых пунктов Табарле, Сарсак-Омга, Старый Кзыл-Яр и Терси (крупнейшее село в бассейне реки). Ниже у деревни Мордва река поворачивает на восток и впадает в Иж в 89 км от его устья.
У села Терси реку пересекает железная дорога Агрыз — Набережные Челны — Акбаш.

## Притоки
(от устья):
- 5,3 км лв: Юринка (длина 35 км)
- 14 км лв: Сарсак (длина 22 км)
- пр: Мукшур
- пр: Юминка
- пр: Мырк-Ошмес
- лв: Каркашур

## Населённые пункты
В бассейне реки также расположены населённые пункты (более 200 чел.): Верхние-, Нижние- и Средние Юри, Большая Кибья, Старый Березняк, Карашур (все — Удмуртия), Новое Аккузино, Кудашево (оба — Татарстан).

## Данные водного реестра
По данным государственного водного реестра России относится к Камскому бассейновому округу, водохозяйственный участок реки — Иж от истока и до устья, речной подбассейн реки — бассейны притоков Камы до впадения Белой. Речной бассейн реки — Кама.
Код объекта в государственном водном реестре — 10010101212111100027286.